# 新潟県道380号今井巻線
新潟県道380号今井巻線（にいがたけんどう296ごう いまいまきせん）は、新潟県新潟市西蒲区内の一般県道である。

## 概要
西側の新潟県道296号横山巻線（横山バイパス）と共に、西蒲区巻地区の北部を東西に横断する幹線道路網を形成している。

### 路線データ
- 起点：新潟市西蒲区今井（＝今井丁字路・国道460号交点）
- 終点：新潟市西蒲区巻甲（＝巻北交差点・新潟県道296号横山巻線終点）

## 地理

### 通過する自治体
- 新潟県
新潟市（西蒲区）

### 交差する道路
- 新潟市西蒲区
  - 国道460号（今井丁字路）
  - 国道116号＜巻バイパス＞（巻北IC交差点）
  - 新潟県道296号横山巻線＜横山バイパス＞（巻北交差点）
  - 新潟市道＜旧116号＞（同）